# Elvis Gratton XXX : La Vengeance d'Elvis Wong
Série
Elvis Gratton II : Miracle à Memphis
(1999)
Pour plus de détails, voir Fiche technique et Distribution.
Elvis Gratton XXX : La Vengeance d'Elvis Wong est un film québécois, sorti en 2004. Il est le dernier d'une série de films du même nom réalisé par Pierre Falardeau

## Synopsis
Dans cette histoire, Bob Gratton se lance dans le monde des médias, où il a acquis Radio-Cadenas (Radio-Canada) et Power Corporation. Il y découvre un monde grossier, où il lui est possible de modifier le monde à son image. En effet, il utilise son empire médiatique pour répandre le fédéralisme libéral canadien au Québec.

## Fiche technique
- Titre original : Elvis Gratton XXX : La Vengeance d'Elvis Wong
- Réalisation : Pierre Falardeau
- Scénario : Pierre Falardeau, Julien Poulin
- Musique : Dan Bigras
- Direction artistique : Normand Sarrazin
- Décors : Nicole Légaré
- Costumes : Francesca Chamberland
- Maquillage : Christiane Fattori
- Coiffure : André Duval
- Photographie : Daniel Jobin
- Son : Serge Beauchemin, Mathieu Beaudin, Hans Peter Strobl
- Montage : Claude Palardy
- Production : Bernadette Payeur et Christian Larouche
- Société de production : Association coopérative de productions audio-visuelles (ACPAV)
- Sociétés de distribution : Christal Films, Les Films Séville
- Pays d'origine :  Canada
- Langue originale : français
- Format : couleur (Technicolor)
- Genre : Comédie satirique
- Durée : 105 minutes
- Dates de sortie :
  - Canada : 23 juin 2004 (sortie en salle au Québec)
  - Canada : 27 décembre 2004 (DVD)

## Distribution
- Julien Poulin : Bob Gratton
- Yves Trudel : Méo
- Jacques Allard : directeur de l'information
- Louise Boisvert :	Sophie-Andrée, la scénariste
- Benoît Rousseau : le réalisateur
- Stéphane Simard : Marcel, le comédien
- Geneviève Rochette : Ginette, la comédienne
- Annie Dufresne : la secrétaire de Bob
- Sylvie Boucher : animatrice quiz infos
- Nicolas Canuel : Dr Ballard
- Dania Deville : Chantal Poisson
- Daniel Parent : journaliste aux prises avec Hélène
- Anne Casabonne : Hélène
- André Richard : peintre
- Alexandrine Agostini : écrivaine
- Martin Dubreuil : technicien télé-Égoût
- Hugo Giroux : journaliste à la conférence de presse
- Pierre Falardeau : Wim Wondders
- Pedro Miguel Arce : Elvis Wong
- Vincent Leclerc : Pierre Monette
- Sophie Faucher : limousine (voix)
- Jean-François Sauvageau : Jean Chrétien (voix)
- Violette Chauveau : cabine téléphonique (voix)
- Pierre Chagnon : narration funérailles de Bob (voix)